# Erzsébet Burchard-Bélaváry
Pour les autres membres de la famille, voir Famille Burchard-Bélaváry.
Pour les articles homonymes, voir Burchard et Bélaváry.
Dans le nom hongrois Bélaváry Burchard Erzsébet, le nom de famille précède le prénom, mais cet article utilise l’ordre habituel en français Erzsébet Bélaváry Burchard, où le prénom précède le nom.
Erzsébet Burchard-Bélaváry (9 novembre 1897, Székesfehérvár - 17 août 1987, Budapest) est une pédagogue hongroise. Elle est membre de la famille Burchard-Bélaváry.

## Biographie
Erzsébet  est la fille du dr. Rezsö von Burchard-Bélavary (1870-), administrateur du comté de Fejér, chef de Service au Ministère de l'Interieur, industriel et de Maria von Török (1877-1945). 

Après deux années de formation à Budapest (1916-1918), à Vienne avec Lili Roubiczek (de) puis plusieurs années aux Pays-Bas (1919-1926), alors le centre du "mouvement Montessori", elle ouvre sa propre Maison d'enfants à Budapest (1927-1944) puis une école élémentaire (1928-1941) qui utilisent la fameuse méthode. Première à introduire et à promouvoir la méthode Montessori en Hongrie, elle traduit en hongrois de nombreux ouvrages de la pédagogue italienne et organise à Budapest des cours pratiques et de perfectionnement pour les enseignants (1936-1940). Il est à noter que c'est en grande partie grâce à elle que Montessori, qui l'appelait affectueusement “Elisabetta d'Ungheria”, vint en Hongrie en 1930 et en 1932. Membre du groupe de travail pédagogique du Parti social-démocrate de Hongrie (1942-1943), elle aide les personnes persécutées en raison de leur origine ou de leurs opinions (1944). Nommée à la tête du département de la petite-enfance (Kisdedóvási Osztály) (1945-1948) par le ministère des Affaires sociales, elle devient directrice du lycée pédagogique de la rue Huba à Budapest (Huba utcai pedagógiai gimnázium) (1948-1956) et membre (1956-57) d'un comité d'experts auprès du Ministère de l'Éducation et dirige de 1959 à 1962 l'Institut de formation maternelle de Kecskemét. Retraitée (1962), elle est consultante externe à l'Institut national de l'éducation (Országos Pedagógiai Intézet) et participe, en 1972, à l'élaboration du Programme d'éducation maternelle (Óvodai Nevelési Program). Elle développe la méthodologie des occupations mathématiques avec utilisation des outils Montessori. On lui doit en Hongrie la transformation de l’enseignement préscolaire en enseignement supérieur. 

Récipiendaire de l'Ordre du Mérite hongrois (1948), elle est inhumée au cimetière de Farkasrét (1-13, parcelle 12/2).

## Principaux travaux
- L'Institut de la petite enfance Montessori. Éducation infantile (A Montessori-féle kisdedóvó intézet. Kisdednevelés), 1926. pp. 167-175.;
- Méthode Montessori et programme d'études. Séminaire pédagogique (Montessori-módszer és tanmenet. Pedagógiai Szeminárium), 1936. n° 9. pp. 513-518.;
- Le rôle de l'écriture chez l'enfant de 6 à 10 ans. L'enfant (Az írás szerepe a 6-10 éves gyermek életében. A Gyermek), 1933. pp. 29-39.;
- Souvenirs et notes (Visszaemlékezésem Montessori-rendszerű magánóvodámra és magán-„népiskolámra”. Pedagógiai Szemle), 1987. n° 12, pp. 1187-1207.